# Krzysztof Jeżowski
Krzysztof Jeżowski (30 de agosto de 1975) es un ciclista polaco ya retirado que fue profesional entre los años 2000 y 2012.

## Palmarés
| 1998 - 3 etapas del Tour de Grecia 2001 - 1 etapa del Mazovia Tour 2002 - 2.º en el Campeonato de Polonia en Ruta 2004 - 1 etapa de la Vuelta a Marruecos - 3.º en el Campeonato de Polonia en Ruta - 1 etapa de la Carrera de la Solidaridad y de los Campeones Olímpicos - 1 etapa del Tour de Malopolska 2005 - 1 etapa del Mazovia Tour 2006 - 2 etapas de la Szlakiem Grodów Piastowskich - Pomorski Klasyk - 2 etapas del Mazovia Tour | 2007 - 1 etapa del Bałtyk-Karkonosze Tour - 1 etapa del Tour de Malopolska - Memoriał Henryka Łasaka 2008 - 1 etapa del Tour de Taiwán - 1 etapa de la Szlakiem Grodów Piastowskich - 1 etapa del Tour de Malopolska - Memoriał Henryka Łasaka 2009 - Tour de Taiwán, más 2 etapas - 4 etapas de la Vuelta a Marruecos - 1 etapa del Tour de Malopolska - Campeonato de Polonia en Ruta - 1 etapa del Mazovia Tour |